# Araucaria hunsteinii
Araucaria hunsteinii là một loài thực vật hạt trần trong họ Araucariaceae. Loài này được K.Schum. mô tả khoa học đầu tiên năm 1889.